# Tybory Uszyńskie (gromada)
Tybory Uszyńskie – dawna gromada, czyli najmniejsza jednostka podziału terytorialnego Polskiej Rzeczypospolitej Ludowej w latach 1954–1972.
Gromady, z gromadzkimi radami narodowymi (GRN) jako organami władzy najniższego stopnia na wsi, funkcjonowały od reformy reorganizującej administrację wiejską przeprowadzonej jesienią 1954 do momentu ich zniesienia z dniem 1 stycznia 1973, tym samym wypierając organizację gminną w latach 1954–1972.
Gromadę Tybory Uszyńskie z siedzibą GRN w Tyborach Uszyńskich utworzono – jako jedną z 8759 gromad – w powiecie wysokomazowieckim w woj. białostockim, na mocy uchwały nr 24/V WRN w Białymstoku z dnia 4 października 1954. W skład jednostki weszły obszary dotychczasowych gromad Tybory Uszyńskie, Tybory Wólka, Tybory Olszewo, Gołasze Dąb, Gołasze Mościckie i Gołasze Górki ze zniesionej gminy Wysokie Mazowieckie w tymże powiecie. Dla gromady ustalono 10 członków gromadzkiej rady narodowej.
31 grudnia 1959 gromadę Tybory Uszyńskie zniesiono, włączając jej obszar do gromad Osipy-Kolonia (wsie Tybory-Wólka i Gołasze-Górki), Kulesze Kościelne (wsie Gołasze Mościckie i Gołasze-Dąb) i Jabłonka Kościelna (wsie Tybory-Olszewo i Tybory Uszyńskie).